# Рендан
Ренда́н (перс. رندان‎) — село на севере Ирана, в остане Тегеран. Входит в состав шахрестана Тегеран. Является частью дехестана (сельского округа) Сулькан бахша Кан.

## География
Село находится в северо-западной части остана, в пределах горной системы Эльбурс, в долине реки Рудханейе-Рендан, на расстоянии приблизительно 12 километров (по прямой) к северу от Тегерана. Абсолютная высота — 2018 метров над уровнем моря.

## Население
По данным переписи 2006 года население села составляло 223 человека (118 мужчин и 105 женщин). В Рендане насчитывалось 65 домохозяйств. Уровень грамотности населения составлял 60,5 %. Уровень грамотности среди мужчин составлял 59,3 %, среди женщин — 61,9 %.
В 2016 году в селе имелось 91 домохозяйство и проживало 297 человек (147 мужчин и 150 женщин).